# Attacus lorquinii
Attacus lorquinii is een vlinder uit de familie nachtpauwogen (Saturniidae), onderfamilie Saturniinae.
De wetenschappelijke naam van de soort is voor het eerst geldig gepubliceerd door C. & R. Felder in 1861.